# Talentum (mértékegység)

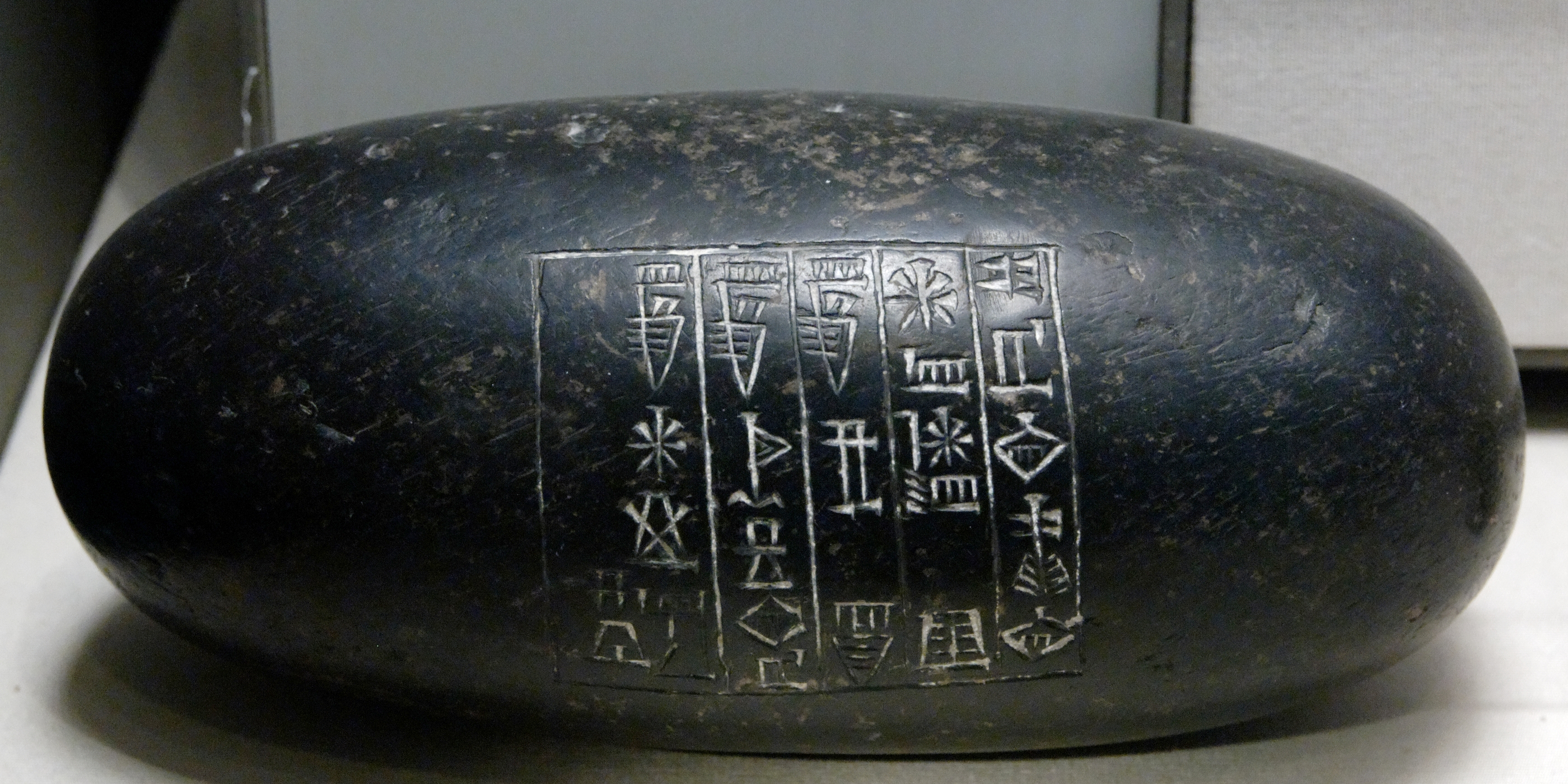
Sumer súlymérték (1 talentum = 60 mina = 3600 sékel)

A talentum (görög eredetije talanton) ókori tömeg- és pénzegység. Sumer-babiloni eredetű, és szinte minden ókori nép átvette, értéke a többi ókori mértékegységhez hasonlóan koronként és területenként változott. 
Mezopotámiában, Kr. e. 3000 körül kezdték el használni, eredetileg egy köbláb víznek a tömegét jelentette; a babiloni talentum 43,65 kg volt. Ezzel megegyezett a türoszi, a szíriai és a zsidó talentum értéke. Ez utóbbi csak az ezüsttalentumra vonatkozott; a zsidók által használt általános tömegérték 58,93 kg, az arany talentum 49,11 kg volt. Ezekben a kultúrákban egy talentum 60 minát, egy mina pedig 60 sékelt ért, akárcsak a karthágóiak körében. A görögöknél a legelterjedtebb talentum az attikai volt, ami 26,2 kg-ot nyomott. Ismert továbbá az alexandriai, euboiai és ó-attikai, 36,4 kg tömegű is. Ekkoriban a mina 50 sékelt, vagy 100 drachmát tartalmazott. A drachma eredetileg szintén tömegmérték volt, majd az általánosan használt ezüstpénzt is drachmának hívták mivel egy drachma (attikai talentummal számolva 4,36 g) tömegű ezüstből készült. Tehát egy talentum pénzben kifejezve 6000 ezüstpénzt, igen nagy összeget jelentett, mivel a napi egy ezüst jó fizetésnek számított, általában a katonák zsoldja volt ennyi. A rómaiak is átvették, azzal a változtatással, hogy egy római talentumban 100 libre (római font) volt, így 32,7 kg-nak felelt meg. Továbbá a rómaiak általánosan használt ezüstpénze a denarius nevet viselte.
- A talentum mint tömeg és/vagy érték kifejezésére szolgáló mértékegység többször felbukkan a Bibliában.
- Julius Caesar idejében egy legionárius éves zsoldja 225 denarius volt, tehát egy talentumért több mint 26 évig kellett szolgálnia.
- Nagy Sándor serege a gaugamélai csata után 4000 talentumot zsákmányolt a legyőzött perzsáktól.

Napjainkban Magyarországon a Talentum Kör nevű kalákakörben használatos fizetőeszköz erről kapta a nevét.